# Heel (Țările de Jos)
Heel (limburgheză: Hael)  este un sat în comuna Maasgouw din provincia Limburg, Țările de Jos. Până în 2007 localitatea era o comună separată ce includea și localitățile Panheel, Beegden și Wessem.